# Phacellodomus maculipectus
A Phacellodomus maculipectus a madarak (Aves) osztályának verébalakúak (Passeriformes) rendjébe és a fazekasmadár-félék (Furnariidae) családjába tartozó faj.

## Rendszerezése
A fajt Jean Cabanis német ornitológus írta le 1883-ban. Egyes szervezetek a Phacellodomus striaticollis alfajaként sorolják be Phacellodomus striaticollis maculipectus néven.

## Előfordulása
Dél-Amerikában, az Andok keleti oldalán, Argentína és Bolívia honos. Természetes élőhelyei a szubtrópusi és trópusi száraz erdők, hegyi esőerdők és magaslati cserjések. Állandó, nem vonuló faj.

## Természetvédelmi helyzete
Az elterjedési területe nagyon nagy, egyedszáma pedig stabil. A Természetvédelmi Világszövetség Vörös listáján nem fenyegetett fajként szerepel.